# Stefan Mrożewski
Stefan Mrożewski (ur. 12 kwietnia 1894 w Częstochowie, zm. 8 września 1975 w Walnut Creek) – polski grafik-drzeworytnik i malarz.

## Życiorys
Kształcił się w Państwowej Szkole Sztuk Zdobniczych w Poznaniu, malarstwo studiował w Akademii Sztuk Pięknych w Krakowie. Chętnie przedstawiał widoki wielkich miast europejskich, jak Paryż, Amsterdam i Londyn, scenki z małych polskich miasteczek, portrety, sceny historyczne i religijne. Był także ilustratorem dzieł literackich, m.in. do Don Kichota M. Cervantesa i Testamentu F. Villona. Dorobek artysty obejmuje ogółem ponad 3000 grafik. 
Był członkiem Stowarzyszenia Polskich Artystów Grafików „Ryt”.
Podczas wojny należał do konspiracyjnego Koła Miłośników Grafiki i Ekslibrisu wraz z m.in. Jerzym Jarnuszkiewiczem i Anielą Cukier.

## Twórczość
Tworzył także obrazy olejne, pastele, witraże i freski.
Najważniejszym dziełem Mrożewskiego jest Boska komedia cykl stu ilustracji i portret Dantego. Nad cyklem tym pracował od 1938, kiedy pojechał do Włoch śladami Dantego, odwiedzając Florencję, Perugię, Asyż, Rzymu, Terracinę, Neapol i Palermo i jeszcze przed II wojną światową wykonał znaczną część grafiki pierwszej części utworu. Podczas wojny przebywał w Czaryżu, i tam dokończył część obejmującą Piekło i Czyściec. Kolejne grafiki Mrożewski wykonywał już na emigracji, głównie we Francji i USA. Za poszczególne części tego cyklu Mrożewski był nagradzany w 1949 przez Geemte Museum w Hadze i w 1950 Boymans Museum w Rotterdamie. Całość ukończył – już przebywając w USA – w 1969. Cykl grafik Boska komedia opublikowano w bibliofilskiej edycji w 21 egzemplarzach w roku 1970.